# Eugène Dubois
Eugène Dubois [evžén dyboa], plným jménem Marie Eugène François Thomas Dubois (28. leden 1858, Eisden (Belgie) — 16. prosinec 1940, de Bedlaer) byl belgický anatom a geolog. Dubois vystudoval anatomii na univerzitě v Amsterdamu (1886) a roku 1895 se zde stal profesorem geologie.
Zásadním způsobem ovlivnil dějiny antropologie, když roku 1890 na ostrově Jáva, na břehu řeky Solo, vykopal pozůstatky tzv. jávského muže, kterého dnes věda označuje jako první objevený exemplář druhu člověk vzpřímený (homo erectus). Dubois ovšem objevený druh nazýval opočlověk vzpřímený (pithecantropus erectus) a domníval se, že stál ve vývojové linii mezi lidoopy a lidmi. Byl by tedy - tenkrát tolik hledaným - „chybějícím mezičlánkem“. To však současná věda odmítá a považuje homo erekta za lidský druh.